# パワースラップ
パワースラップ（Power Slap）は、アメリカのビンタ対決を競技としたテレビ番組、イベントおよび同イベントの運営会社。CEOはUFCの代表であるダナ・ホワイト。

## 歴史
2023年1月よりアメリカのケーブルテレビ局であるTBSおよびRumbleで放送・配信された、ダナ・ホワイトが製作総指揮を務めるリアリティ番組として開始。出演者はトーナメント「パワースラップリーグ」で優勝するために互いの顔をビンタするという内容のものが放送される。
放送を受けて米国議会外傷性脳損傷対策委員会の共同設立者、共同代表であり、外傷性脳損傷法の作成者であるビル・パスクレル・ジュニア下院議員とドン・ベーコン下院議員は、ワーナー・ブラザースとTBSに対し、「この心ない暴力に対する警告はどこにあるのか？外傷性脳損傷はエンターテインメントではない」と指摘し、番組の放送を再考するように強く提案した。
視聴率の低迷をもって同年3月にTBSでの放送は終了するが、ホワイトはパワースラップをイベントとして開催し続け、同年11月からRumbleでシーズン2として番組が再開される。イベントとしては2024年12月までに10回開催された。
日本では朝倉未来がホワイトと提携し、2025年1月に開催する「BreakingDown14.5」でパワースラップを導入することを発表した。

## ルール
ネバダ州アスレチック・コミッション認可のもと、他のビンタ対決リーグと同様のルールを採用。参加者は体重と性別で分けられる。
コイントスで先攻後攻を決定し、先攻は30秒以内に相手にビンタする。ビンタは目の下から顎の上まででなければならず、手のひらで相手の顔を運ぶようにせず、手と顔が同時に接触するようにしなければならない。ビンタを受ける選手は、ひるんだり、肩を上げたり、あごを引いたりしてはならない。ビンタを受けた後、体勢を立て直すまでに30秒の猶予が与えられる。
3ラウンド以内にKOで決着がつかなかった場合は判定に委ねられる。ジャッジは10ポイント制で、ビンタの有効性、ビンタを受けた側の反応と回復時間によって判断される。タイトルマッチの場合は5ラウンドで、引き分けの場合は延長戦を行い、勝者を決定する。
UFCチーフビジネスオフィサーのハンター・キャンベルは、総合格闘技と同様の医療チェックのもと、階級別にマッチメークを行うとし、マウスガードと耳栓の着用、反則の規制などを厳しくして実施することを説明した。

## 批判と脳へのリスク
元WWEのプロレスラーで神経科学者のクリストファー・ノインスキーは、番組の参加者の1人が殴られた後にフェンシング反応を示し、脳に深刻な損傷があることを指摘し、「ダナ・ホワイトとTBSは恥を知るべきだ。ただの搾取だ。次は 『刺されて生き残れるのは誰か 』か？」と批判した。
元プロボクサーのライアン・ガルシアは、「パワースラップはひどいアイデアだ、止めるべきだ 」と批判した。
慢性外傷性脳症の博士であるベネット・オマルは、「人間の知性と矛盾している。参加者が死ぬ可能性もある。誰かが死んだり、脳に致命的なダメージを受けて植物人間になってしまうかもしれない」「装填された銃を安全にすると言っているようなものだ。テレビでやるべきではない」と指摘した。
批判を受けてダナ・ホワイトは「パワースラップでは1試合につき3発から5発のビンタを食らう。ボクシングの選手は1試合で300発から400発のパンチを受ける。それに対する私の答えは何だと思う？嫌なら見るな！誰も観ろとは言ってない。嫌なら『ザ・ヴォイス』でも見てろ」と反論した。